# Maria Leonor de Sousa Gonçalves
Maria Leonor de Sousa Gonçalves (1934 - 2004 ) fue una botánica y taxónoma portuguesa. Desarrolló extensas actividades académicas en el Centro de Botânica, Junta de Investigações Científicas do Ultramar, de la Universidad de Coímbra.

## Algunas publicaciones

### Libros
- 1971. Índice toponímico de Moçambique. Ed. Centro de Botânica da Junta de Investigações do Ultramar, 128 pp.

### Coautorías
2002. Flora de Cabo Verde: Plantas vasculares. Vol. 70. Contribuidores	Instituto de Investigação Científica Tropical (IICT) Lisboa, Instituto Nacional de Investigação e Desenvolvimento Agrário (INIDA) (Praia, Cape Verde). Ed. Inst. de Invest. Científica Tropical (IICT), ISBN 9726729378, ISBN 9789726729372
- Periplocaceae

1979. Flora de Moçambique. Ed. lit. de Junta de Investigações do Ultramar, Centro de Botânica. ISBN 972-672-271-3 ISBN 972-672-269-1 ISBN 972-672-577-1
- - 16, [2] p. 26a fasc. Bombacaceae. H. Wild, M. L. Gonçalves
- - 11, [3] p. - 27o fasc. Sterculiacease. H. Wild, M. L. Gonçalves
- - 21, [4] p. - 80o fasc. Cactaceae. M. L. Gonçalves. - Lisboa : Instituto de Investigação Científica Tropical
- - 3, [3] p. - 83o fasc. Molluginaceae. M. L. Gonçalves
- - 28, [2] p. - 85o fasc. Mesembryanthemaceae. M. L. Gonçalves
- - 6, [3] p. - 86a fasc. Tetragoniae. M. L. Gonçalves
- - [2], 3 p. - 113o fasc. Convolvulaceae. M. L. Gonçalves. 134 pp.
- - 6, [4] p. - 114o fasc. Custcutacae. M. L. Gonçalves

## Honores
- La abreviatura «Gonç.» se emplea para indicar a Maria Leonor de Sousa Gonçalves como autoridad en la descripción y clasificación científica de los vegetales.[3]